# Атанас Нивички
Атанас Цонев, известен като Нивички, Нивичански, Брадата или Фратер Атанас, е български революционер, деец на Вътрешната македоно-одринска революционна организация.

## Биография
Роден е в 1860 година в струмишкото село Нивичино, тогава в Османската империя. Той е един от първите членове на ВМОРО, тъй като  се присъединява още през 1895 година, когато се полагат основите на организацията в Струмишко и други райони. Поддържа връзки с лидерите на организацията Гоце Делчев, на когото е доверен човек, Дамян Груев, Георче Петров и много войводи, тъй като е дългогодишен началник на Нивичино, един от най-важните пунктове на организацията за прекарване на оръжие и хора от България за Македония. Участва в много сражения с османски войски в Струмишко. Лежи 7 месеца в османски затвор.
Участва в аферата „Мис Стоун“ в 1901 година, като двете отвлечени жени са освободени при него и той получава прякора Фратер Атанас.
След като Вардарска Македония попада в Кралство Сърбия, продължава да се занимава с „националното дело“. Лежи 10 месеца в сръбски затвор. Успява да опази революционното знаме.
На 26 февруари 1943 година, като жител на Струмица, подава молба за българска народна пенсия, която е одобрена и пенсията е отпусната от Министерския съвет на Царство България.

## Оценки
Михаил Герджиков пише за Атанас Нивички:
| „ | ...Бай Атанас Невичански, има заслуги, че не пропусна ни един върховист през своя пункт. Той имаше силно влияние над селяните; той ходеше сам, беше човек умен, ловък, хитър, но благороден, честен. | “ |

Аргир Манасиев пише:
| „ | Дядо Атанас бе нелегален и постоянно се навърташе около селото си. Която и чета да преминеше, той ѝ бе на услугите. Минаваше за доверен човек на Гоце Делчев и бе сред първите негови ятаци. | “ |

Струмишкият деец Васил Драгомиров пише:
| „ | Дядо Атанас беше от с. Нивичани. Псевдонима на селото беше „Порт Артур“. Много се мъчиха върховистите да нахлуят оттам в Струмишко, но не им се удаде. Дядо Атанас не ги допусна да доближат до неговия район, камо ли да влезнат в Нивичани. | “ |

- Животописна бележка за Атанас Нивички от Панде Куюмджиев, Тома Гърчев и Панде Мазнейков, 22 февруари 1943 година
- Удостоверение на Атанас Нивички от струмишката Илинденска организация, подписано от председателя Панде Куюмджиев, 15 март 1943 година
- Удостоверение на Атанас Нивички от Василевската община, 22 март 1943 година
- Молба от Атанас Нивички за отпускане на народна пенсия, 26 март 1943 година
- Бележка за отпускането на народна пенсия на Атанас Нивички, 28 юни 1943 година